# 弗萊明 (密蘇里州)
弗萊明（英語：Fleming）是位於美國密蘇里州雷縣的城市。

## 人口
根據2020年美國人口普查的數據，弗萊明的面積為1.40平方千米，皆為陸地。當地共有人口114人，而人口密度為每平方千米81人。